# Inge Ier de Norvège
Pour les articles homonymes, voir Bossu (homonymie).

Inge Ier Krokrygg c'est-à-dire le Bossu (1135 - † 4 février 1161) est un roi de Norvège qui régna de 1136 à 1161.

## Origine
Inge Ier était le fils d'Harald IV de Norvège et de son épouse la princesse suédoise Ingrid Rögnvaldsdotter. Il était le seul fils considéré par l'église comme légitime du roi.

## Règne
Proclamé roi à un an avec son demi-frère illégitime aîné Sigurd II de Norvège après le meurtre de leur père, il règne sous le contrôle des nobles. En 1142, les deux jeunes rois doivent s'adjoindre deux autres fils illégitimes de Harald IV de Norvège : Eystein II de Norvège et Magnus Haraldsson soutenus par des partis de nobles qui voulaient leur part de pouvoir.
Les partisans d'Inge se recrutaient dans la haute aristocratie et dans l'église. Après la mort au combat de son frère Sigurd II en 1155 et celle de son autre frère Eystein II en 1157, il doit faire face à son neveu Håkon Herdibreid autour duquel se sont rassemblés ses opposants. Le magnat Grégorius Dagsson chef du parti qui soutenait le roi Inge Ier bat à Konungahella en 1158 et 1159 le nouveau prétendant, mais il est tué dans une escarmouche le 7 janvier 1161 dans le Bohuslän près d'Uddevalla
Le roi Inge Ier doit affronter lui-même avec une armée de 4 000 hommes son neveu sur la glace du fjord près d'Oslo. Selon la Saga il confie une des ailes de son armée à Gudrod le fils aîné de Olaf Ier de Man venu rendre l'hommage en Norvège pour le compte de son défunt père, et à un certain Jon Sveinsson, petit-fils de Bergthor Bulk. Dès le début de la bataille Gudrod abandonne le combat avec 1 500 hommes pendant que Jon passe directement dans le camp d'Håkon avec ses hommes. Le roi Inge Ier est tué le 4 février 1161 avec ses fidèles Simon Skaalp et Halvard Hirke pendant que son demi-frère, Orm Kongbroder  s'enfuit en Suède.   
Ses partisans rassemblés par Erling Skakke à Bergen refusent de reconnaître Håkon II de Norvège et soutiennent la candidature de Magnus Erlingsson. Les sagas royales louent la prudence d'Inge, jeune souverain contrefait, ainsi que son caractère, loyal et noble.

## Réorganisation de l'Église
C’est sous le règne du roi Inge Ier que le Pape Eugène III  envoie  comme Légat le Cardinal anglais  Nicolas  Breakspear avec pour mission d’organiser les églises des royaumes scandinaves en créant des archevêchés en Norvège et en Suède.
En 1152 l’évêché de Trondheim (l’ancienne Nidarós)  est promu Archidiocèse de Nidaros dont Jon Birgersson  évêque de Stavanger devient le premier titulaire. La nouvelle entité comprend cinq diocèses de Norvège : Trondheim, Bergen,  Oslo Stavanger et Hamar créé par une partition du  diocèse d’Oslo.
Trondheim, exerce par ailleurs son autorité sur les six évêchés  des colonies norvégiennes : Skálholt et Hólar en Islande,  Kirkwall aux Orcades créé vers 1050, Gardhar au Groenland et  Kirkjubøur  aux îles Féroé créé en 1103  ainsi que sur le  Diocèse de Sodor et Man  des Hébrides et de l’île de Man. 
Selon le nouveau règlement institué un collège de prêtres sera organisé dans chaque diocèse. Les membres de ce Chapitre de chanoines (canonici) constitueront le conseil de l’évêque ; ils devront l’aider dans sa charge et à sa mort élire son successeur sans interférences des autorités politiques. 
L’archevêque sera choisi par le « Chapitre » du diocèse de Trondheim  mais consacré par le Pape de qui il recevra la pallium. Les diocèses des territoires d’outremer n’auront pas de chapitre et les évêques seront nommés par le chapitre de Trondheim. Le denier de Saint-Pierre sera enfin introduit et payé par les fidèles à l’église 
C'est également sous le règne de Inge Ier que sont établis les premiers établissements cisterciens du pays: Lyse (Vallis Lucida) près de Bergen en 1146 et Hovedö à Oslo en 1147. Ils sont fondés par des moines anglais en provenance dans le premier cas de Foutain près d'York et dans l'autre de Kirkstead dans le Lincolnshire.

## Postérité
Inge Ier mourut à 26 ans célibataire et sans descendance pourtant :
- Harald Ingesson un soi-disant fils illégitime d'Inge est reconnu comme tel par Magnus V de Norvège. Il sert fidèlement ce roi et il est tué avec lui le 15 juin 1184 lors de la bataille de Fimreite
- un jeune moine  Jon Kuvlung se proclame son fils en 1185. Il tint le Viken jusqu'en 1188 date à laquelle il est tué par les partisans de Sverre de Norvège[5]

## Sources
- (no) Bente Opheim Brathetland, « Inge 1 Haraldsson Krokrygg », Norsk biografisk leksikon, consulté le 5 octobre 2013.
- (en) Byron J. Nordstrom Dictionary of Scandinavian History, Londres 1986  (ISBN 0313228876) p.289-290.
- (en) Heimskringla de Snorri Sturluson Sagas of the Norse Kings,  Everyman's Library : Livre XV  « The sons of Harald » p. 341-372 & Sagas of the Norse Kings,  Everyman's Library : Livre XVI « Hakon the Broad-Shouldered  » p. 373-391.